# Yorketown (South Australia)
Yorketown ist eine kleine Stadt auf der Yorke-Halbinsel (englisch Yorke Peninsula) im australischen Bundesstaat South Australia. Im Jahr 2016 wohnten in der Stadt 642 Einwohner.
Yorketown liegt zentral im Fersenbereich der fußförmigen Halbinsel, deren südliches Zentrum sie ist. Nach Osten und Süden sind es rund zehn Kilometer bis zur Küste, nach Nordwesten rund 15 Kilometer. Der Ort ist nur rund 80 Kilometer Luftlinie westlich von Adelaide; auf der Straße rund um den Gulf Saint Vincent sind es aber 227 Kilometer.
Rund um Yorketown finden sich rund 200 Salzseen, einige davon auch auf dem Stadtgebiet. Bis in die 1950er wurde in der Gegend Salz gewonnen und verschifft, was dem Ort zu Wohlstand verhalf.